# Formule 2 v roce 2024
Formule 2 v roce 2024 byla 58. sezónou závodů kategorie Formule 2 a osmou sezónou závodní série pod hlavičkou FIA Mistrovství Formule 2. Všechny týmy a jezdci používali stejné šasi Dallara F2 2024 s motorem V6 t od společnosti Mecachrome – v této sezóně byla představena nová verze šasi i motoru.

## Složení týmů
| Tým                   | No. | Jezdec                | Závody |
| --------------------- | --- | --------------------- | ------ |
| ART Grand Prix        | 1   | Victor Martins        | 1–     |
| ART Grand Prix        | 2   | Zak O'Sullivan        | 1–     |
| Prema Racing          | 3   | Oliver Bearman        | 1–     |
| Prema Racing          | 4   | Andrea Kimi Antonelli | 1–     |
| Rodin Motorsport      | 5   | Zane Maloney          | 1–     |
| Rodin Motorsport      | 6   | Ritomo Miyata         | 1–     |
| DAMS Lucas Oil        | 7   | Jak Crawford          | 1–     |
| DAMS Lucas Oil        | 8   | Juan Manuel Correa    | 1–     |
| Invicta Racing        | 9   | Kush Maini            | 1–     |
| Invicta Racing        | 10  | Gabriel Bortoleto     | 1–     |
| MP Motorsport         | 11  | Dennis Hauger         | 1–     |
| MP Motorsport         | 12  | Franco Colapinto      | 1–     |
| Van Amersfoort Racing | 14  | Enzo Fittipaldi       | 1–     |
| Van Amersfoort Racing | 15  | Rafael Villagómez     | 1–     |
| Hitech Pulse-Eight    | 16  | Amaury Cordeel        | 1–     |
| Hitech Pulse-Eight    | 17  | Paul Aron             | 1–     |
| Campos Racing         | 20  | Isack Hadjar          | 1–     |
| Campos Racing         | 21  | Pepe Martí            | 1–     |
| Trident               | 22  | Richard Verschoor     | 1–     |
| Trident               | 23  | Roman Staněk          | 1–     |
| PHM AIX Racing        | 24  | Joshua Dürksen        | 1–     |
| PHM AIX Racing        | 25  | Taylor Barnard        | 1–     |

## Kalendář
| Kolo | Okruh                                    | Sprinty      | Hlavní závod |
| ---- | ---------------------------------------- | ------------ | ------------ |
| 1    | Bahrain International Circuit, Sachír    | 1. březen    | 2. březen    |
| 2    | Jeddah Corniche Circuit, Džidda          | 8. březen    | 9. březen    |
| 3    | Albert Park Circuit, Melbourne           | 23. březen   | 24. březen   |
| 4    | Imola Circuit, Imola                     | 18. květen   | 19. květen   |
| 5    | Circuit de Monaco, Monako                | 25. květen   | 26. květen   |
| 6    | Circuit de Barcelona-Catalunya, Montmeló | 22. červen   | 23. červen   |
| 7    | Red Bull Ring, Spielberg                 | 29. červen   | 30. červen   |
| 8    | Silverstone Circuit, Silverstone         | 6. červenec  | 7. červenec  |
| 9    | Hungaroring, Mogyoród                    | 20. červenec | 21. červenec |
| 10   | Circuit de Spa-Francorchamps, Stavelot   | 27. červenec | 28. červenec |
| 11   | Monza Circuit, Monza                     | 31. srpen    | 1. září      |
| 12   | Baku City Circuit, Baku                  | 14. září     | 15. září     |
| 13   | Losail International Circuit, Lusail     | 30. listopad | 1. prosinec  |
| 14   | Yas Marina Circuit, Abú Zabí             | 7. prosinec  | 8. prosinec  |

### Změny v kalendáři
- Formule 2 se vrátí do Imoly poté, co byl závod v roce 2023 zrušen kvůli povodním.
- Poprvé se bude závodit v Kataru na okruhu Lusail.
- Z kalendáře vypadl závod v Nizozemsku na okruhu Zandvoort.

## Změny pravidel
Od roku 2024 bylo pro závody Formule 2 a Formule 3 zavedeno pravidlo, které má zamezit tomu, aby jezdci profitovali ze způsobení vyvěšení červených vlajek během kvalifikace. Pokud sportovní komisaři vyhodnotí, že jezdec bez cizího zavinění zavinil červené vlajky, dojde ke smazání jeho nejrychlejšího času a nebude moci pokračovat v kvalifikaci.